# Bram Lomans
Abraham Robertus (Bram) Lomans (ur. 19 kwietnia 1975 w Roosendaal) – holenderski hokeista na trawie. Dwukrotny złoty medalista olimpijski.
W reprezentacji Holandii debiutował w 1995. Brał udział w dwóch igrzyskach (IO 96, IO 00), na obu zdobywał złote medale. Z kadrą brał udział m.in. w mistrzostwach świata w 1998 (tytuł mistrzowski), 2002 (brąz) oraz kilku turniejach Champions Trophy i mistrzostw Europy. Występował w obronie, ale w ponad 200 spotkaniach zdobył aż 140 bramek. Wykonywał rzuty karne.